# Acanthophyllum tenuifolium
Acanthophyllum tenuifolium är en nejlikväxtart som beskrevs av Boris Konstantinovich Schischkin. Acanthophyllum tenuifolium ingår i släktet Acanthophyllum och familjen nejlikväxter. Inga underarter finns listade i Catalogue of Life.